# Спартак: Боги арены
«Спартак: Боги арены» (англ. Spartacus: Gods of the Arena) — мини-сериал и приквел сериала канала Starz «Спартак», премьера которого состоялась 21 января 2011 года. Сериал следует за персонажем Ганником (Дастин Клэр), первым гладиатором, который представляет Лентула Батиата, чтобы стать Чемпионом Капуи. Членами актёрского состава, которые повторяют роли из оригинального сериала, включают Джона Ханну в роли Батиата, Люси Лоулесс в роли Лукреции, Питера Менса в роли Эномая, Ника Э. Тарабея в роли Ашура, Лесли-Энн Брандт в роли Невии, Антонио Те Майоха в роли Барки и Ману Беннетта в роли Крикса.
Мини-сериал вышел в эфир в Канаде на Movie Central и The Movie Network, на Sky1 в Великобритании и на FX в Латинской Америке.

## Сюжет
Дом Батиата находится на подъёме, греясь в лучах славы непобедимого чемпиона Ганника, чьё мастерство владения мечом может сравниться только с его непомерной жаждой вина и женщин. Это то время, которое так ждал молодой Батиат, и теперь ради власти он готов любыми средствами расправиться с каждым, кто встанет на его пути. В закулисных интригах ему поможет его распутная и расчётливая жена Лукреция, способности которой дополнены талантами соблазнительной и коварной подруги Гайи. Вместе они пойдут на всё, чтобы обмануть толпу, захватить власть над всем и выжать из Капуи всю кровь до последней капли.

## В ролях
Рабы
- Дастин Клэр — Ганник, гладиатор, чемпион дома Батиата.
- Питер Менса — Эномай, африканский гладиатор, который позже становится мастером гладиаторов Батиата.
- Мариса Рамирес — Мелитта, рабыня Лукреции и жена Эномая.
- Ману Беннетт — Крикс, новый галльский рекрут.
- Ник Э. Тарабей — Ашур, новый сирийский рекрут.
- Шейн Ранги — Даган, гладиаторский рекрут, который не говорит на латыни, и партнёр Ашура.
- Антонио Те Майохо — Барка, карфагенский гладиатор.
- Джозеф Браун — Аукт, гладиатор и любовник Барки.
- Темуэра Моррисон — предшественник Эномая и тренер гладиаторов Батиата.
- Лесли-Энн Брандт — Невия, молодая рабыня.

Римляне
- Джон Ханна — Квинт Лентулий Батиат, ланиста
- Люси Лоулесс — Лукреция, жена Батиата.
- Джейми Мюррей — Гайя, подруга Лукреции.
- Крэйг Уолш Райтсон — Марк Деций Солоний, близкий друг Батиата, который сам хочет стать ланистой.
- Джеффри Томас — Тит Лентулий Батиат, отец Квинта Батиата и отец семейства Дома Батиата.
- Стивен Ловатт — Туллий, противник Батиата.
- Гарет Уильямс — Веттий
- Джейсон Худ — Коссутий

## Список эпизодов
| № | Название                                | Режиссёр       | Автор сценария                 | Дата премьеры   | Зрители США (млн) |
| --- | --------------------------------------- | -------------- | ------------------------------ | --------------- | ----------------- |
| 1 | «Былые проступки» «Past Transgressions» | Джесси Уорн    | Стивен С. ДеНайт               | 21 января 2011  | 1,10              |
| Батиат, Лукреция и их друг Солоний смотрят бой их лучшего бойца Ганника. На битве должны были присутствовать Туллий и магистрат, но пропускают этот бой, чем немало разочаровывают Батиата. В Капую приезжает Гайя, давняя подруга Лукреции. Во время прогулки по городу Батиат и Солоний видят как раб по имени Крикс дерётся на стройке с другим рабом. Видя это, Батиат решает выкупить Крикса, изрядно переплатив при этом. Эномай тренируется вместе с остальными гладиаторами, готовясь к возвращению на арену после боя с Феоклом, состоявшегося год назад. Крикса помещают в клетку с Ашуром и двумя другими новичками. Пока Крикс тренируется в паре с Ашуром, Эномай пытается показать Батиату, что готов вернуться на арену, избив в его присутствии Барку. Но Батиат лишь велит Эномаю начать тренировать Крикса, чем разочаровывает его. Батиат ищет встречи с Туллием, но когда находит его, то вступает в перепалку с сопровождающим его Веттием. Спорщики решают провести состязание между своими гладиаторами на следующее утро. Перед началом боя Веттий напоминает об обещании Батиата, что любой его гладиатор победит бойца Веттия с завязанными глазами, тем самым вынудив Ганника биться с завязанными глазами. Несмотря на это, Ганник побеждает. Туллий заинтересовывается Ганником и приглашает Батиата вечером на переговоры. Там Туллий предлагает Батиату продать ему Ганника, причём выясняется, что Туллий — совладелец лудуса Веттия. Когда Батиат отказывается продать Ганника, охрана Туллия нападает на Батиата, избивая и унижая его. Туллий угрожает Батиату, что если тот не продаст Ганника, то гладиаторы Батиата вообще не смогут выступить на открытии новой арены. |                                         |                |                                |                 |                   |
| 2 | «Пощада» «Missio»                       | Рик Джейкобсон | Морисса Танчароен и Джед Уидон | 28 января 2011  | 1,14              |
| Спустя неделю после избиения Батиат пытается встать. На рынке Туллий находит Солония, покупающего вино в дар своему другу Батиату, и оплачивает покупку, чтобы Солоний передал послание Туллия Батиату. Гайя обращает внимание на Крикса. Солоний приносит вино Батиату и предложение от Туллия об удвоении цены за Ганника. Батиат приходит в ярость. Солоний сознается, что Туллий угрожал и ему, обещая в случае отказа Батиата не допустить и бойцов Солония на Игры. Разозлённый Батиат смотрит на тренировки гладиаторов и видя падение одного из новичков, приказывает отправить того на рудники. Ашур рассказывает Криксу о важности клейма братства. Крикс приходит за советом к Ганнику, а тот советует слушаться во всем Эномая и никогда не проигрывать. Батиат назначает Барку своим телохранителем, а Ашура и ещё двух новобранцев подсылает отвлечь Веттия, обещая им взамен клеймо братство гладиаторов без испытаний. Новичок Батиата перехватывает Веттия, представляясь тому человеком Варра, который якобы хочет осмотреть строящуюся арену до переговоров. Новичок заводит Веттия в безлюдный переулок, где люди Батиата нападают на него и его людей. После успешного убийства людей Веттия и избиения самого Веттия Ашур убивает новичка, согласно приказу Батиата. Гайя с Лукрецией встречают Варра. Варр видя отсутствия Веттия, который должен был его встретить, принимает приглашение посетить виллу Батиата. На вилле Варр узнает, что Батиат также является ланистой, и заинтересовывается его бойцами. Для демонстрации своих бойцов Батиат выбирает Ганника, а в качестве его соперника Гайя и Варр выбирают Крикса, вопреки возражениям Батиата и Лукреции. Варр желает, чтобы бойцы бились настоящим оружием, а не деревянным. Крикс понимает, что ему представился уникальный шанс проявить себя и бьется с Ганником изо всех сил, но тем не менее проигрывает в схватке. Батиат предоставляет Варру решить вопрос жизни и смерти Крикса, а тот в свою очередь позволяет решить это Гайе. Гайя оставляет Крикса в живых и велит привести Ганника к ним через час. Батиат в очередной раз спорит с Наставником, который интересуется пропавшим новичком и возражает против клеймения новичков без прохождения испытания. В пылу спора Батиат назначает новым Наставником Эномая. Когда Ганника приводят, Варр любуется им и желает, чтобы Ганник занялся сексом с Милитой, женой Эномая. Тем временем, разозлённый Наставник ставит клеймо Ашуру и его товарищу Дагону, оскорбляя их. При попытке Эномая вмешаться, Наставник вызывает его на бой. Во время боя Эномай убивает Наставника. Эномай рассказывает Батиату об убийстве Наставника, в ответ на что Батиат сообщает ему о том, что Эномай становится новым Наставником. Варр, покидая виллу Батиата, предлагает Батиату выставить Ганника в главном бою игр. Обрадованный Батиат велит Ганнику и Милите не рассказывать Эномаю о событиях того вечера. |                                         |                |                                |                 |                   |
| 3 | «Глава семьи» «Paterfamilias»           | Майкл Хёрст    | Аарон Хелбинг и Тодд Хелбинг   | 4 февраля 2011  | 1,26              |
| Выступая перед своими гладиаторами в лудусе Батиат сообщает им об участии Ганника в главном бою грядущих игр, а также о назначении Эномая новым Наставником. При разговоре с Ганником, Эномай замечает, что тот отводит взгляд и делает неправильный вывод о нежелании Ганника подчиняться командам Эномая. В разгар очередных утех Батиата с Лукрецией и Гайей их застаёт неожиданно вернувшийся Тит Батиат, отец Квинта Батиата. Отец пребывает в ярости, узнав о последних новостях, рассказанных ему Солонием. Как выясняется, это и послужило причиной его неожиданного возвращения. Над Ашуром и Дагоном продолжают издеваться остальные гладиаторы. Батиат-старший проводит осмотр гладиаторов, после чего берёт с собой сына на разговор с Туллием, на которых стороны договариваются о компромиссе. Крикса преследуют неудачи на тренировках с Баркой. В дом Батиата вновь прибывает в гости Варр со своим другом Асутием из Рима, желая вновь повторить вечеринку разврата. Лукреция пытается отказаться, но Варр угрожает отказом дому Батиата в участии в главном бою грядущих игр. Лукреция соглашается организовать праздник. Отношения между Квинтом Батиатом и Солонием становятся все более натянутыми. Гайа намекает Варру на замужество, но Варр даёт понять, что не пойдёт на это. Барка обнаруживает, что его любимых голубей съели Ашур с Дагоном. В разгар завязавшейся драки в лудус прибывает Тит Батиат, который объявляет, что Ганник не будет драться на играх, но в них примут участие четыре других гладиатора, одним из которых будет Крикс. В первом поединке Барка побеждает Гнея, а во втором Крикс с трудом одолевает Авкта. Вечером Крикс даёт клятву гладиаторов и получает клеймо братства, а Тит Батиат сообщает сыну о своём решении остаться. |                                         |                |                                |                 |                   |
| 4 | «Под маской» «Beneath the Mask»         | Брендан Махер  | Шеймас Кевин Фэйи и Миша Грин  | 11 февраля 2011 | 1,11              |
| Ашур с Дагоном впервые участвуют в серьёзных боях на арене. Во время схватки Ашура чуть не убивают, но его спасает Дагон. Ашур радуется победе и приписывает её себе. Гайя сообщает Лукреции, что хочет найти себе нового мужа и поскорее уехать из их дома. По дороге они встречают Петрония, старого знакомого Гайи, который рассказывает им, что наслышан об "особых удовольствиях" дома Батиата. Петроний не обращает внимания на Гайю, но весьма желает узнать об "удовольствиях" побольше. Батиат узнаёт об этом и велит Лукреции всё организовать. Ганник признаётся Милите в любви, но та отвергает его. Эномай признаётся жене в проблемах с подчинением себе гладиаторов, в ответ на что та советует ему проявить жёсткость в отношении с гладиаторами. На следующий день Эномай так и делает, заставляя Гнея взять копьё и сеть. Тит Батиат вновь начинает испытывать проблемы со здоровьем. Квинт Батиат с Лукрецией уговаривают его отправиться в Неаполь с сыном ради покупки новых гладиаторов. Ашур замечает, что денежная награда Дагона за их "совместную" победу в два раза выше, чем у него. На это Эномай отвечает, что вообще не считает Ашура гладиатором. Крикс беседует с Баркой по поводу смерти Авкта, находя взаимопонимание с ним. Лукреция готовит вечер для Петрония, при этом заставляет Милиту уговорить мужа сохранить всё в тайне от Тита Батиата, угрожая в противном случае рассказать Эномаю о её сексе с Ганником. В отсутствие мужской части семейства Батиатов оказать помощь в организации праздника прибыл Солоний. В разгар праздника прибывает и Туллий. Тем временем Тит Батиат окончательно понимает, что дело не в рабах, но неправильно истолковывает ситуацию. Он принимает действия сына за попытку примирения с отцом и внезапно решает ехать домой. Во время разговора Солония и Туллия выясняется, что именно Солоний сообщил Туллию о готовящейся вечеринке. Туллий объявляет о желании сразиться с Ганником, а Эномай тихо советует Ганнику проиграть. Ганник проигрывает бой и просит пощады, но Туллий собирается прикончить его и лишь окрик Лукреции останавливает его. Милита отвечает взаимностью Ганнику. Гайя соблазняет Туллия, взяв с него обещание не рассказывать о празднике, а тот убивает Гайю. Приехавшие отец и сын Батиаты обо всём узнают. Батиат-старший впадает в ярость, сваливая всю вину на Лукрецию, и заставляет сына развестись с ней, угрожая выгнать их обоих из дома. Тело Гайи решено сбросить со скал, сымитировав несчастный случай. |                                         |                |                                |                 |                   |
| 5 | «Расплата» «Reckoning»                  | Джон Фоусетт   | Брент Флетчер                  | 18 февраля 2011 | 1,38              |
| В доме Батиатов стирают все признаки присутствия Гайи. Лукреция тяжело переживает её смерть. Квинт Батиат рассказывает Солонию о требовании отца о развестись с Лукрецией. Крикс достигает первых успехов на тренировках с Баркой, Дагон злится на Ашура из-за его поступка. Выясняется, что Дагон сам учится говорить на языке римлян, и скоро Ашур ему будет не нужен. Тит Батиат приказывает организовать турнир между его гладиаторами. Наэвия по просьбе Лукреции лжёт Титу о проведённом очищении дома от духа Гайи. Тит решает подвести итог турнира через два дня и даёт такой же срок сыну на развод. Квинт и Лукреция ссорятся по этому поводу. На следующий день с визитом к ним прибывает Туллий по приглашению Тита. Туллий предлагает Титу участие его гладиаторов в открытии новой арены в обмен на продажу Ганника. В турнире Ашур не одерживает ни одной победы и опасается отправки на рудники. Узнав о своем следующем бое со своим бывшим другом Дагоном, Ашур пытается уговорить его поддаться, но безрезультатно. Тогда он хитростью одерживает верх в поединке, выбив при этом глаз Дагону и тем самым сломав ему карьеру гладиатора. Лукреция приказывает привести к ней Крикса, у которого интересуется плодовитостью его предков. Узнав о том, что отец и дед Крикса производили по пять сыновей, приказывает ему овладеть ею, чтобы она тоже могла забеременеть. Во время ночного разговора Квинт сообщает отцу о своем решении остаться с женой, а потом рассказывает об этом и самой Лукреции. В финальном бою сталкиваются Крикс и Ганник. Тит решает, что судьба Ганника и многих других будет зависеть от исхода этого поединка. Воспользовавшись тем, что все отвлеклись на бой, рабыня Диона с помощью Наэвии сбегает. Ганник в один из моментов намеренно перестаёт защищаться и Крикс его побеждает. Титу становится плохо, вызванный лекарь ничем ему не может помочь. Квинт и Эномай отправляются на поиски необходимых трав. Милита просит разрешения у Лукреции на свидание с Ганником, понимая, что на следующий день его продадут. Сидя у больного Тита Лукреция признаётся ему, что подсыпала яд Титу в вино, чтобы он уехал на Сицилию, а после его возвращения стала подсыпать яд вновь, а в вино, подаренное Туллием, подсыпала более сильный яд. От отравления этим вином умирают Тит и Милита. Лукреция, выйдя из спальни Тита, видит как Ганник с другими рабами несёт труп Милиты. Ганник говорит, что она отравилась вином. Лукреция говорит Ганнику, чтобы они ничего не рассказывал Эномаю. |                                         |                |                                |                 |                   |
| 6 | «Горький финал» «The Bitter End»        | Рик Джейкобсон | Стивен С. ДеНайт               | 25 февраля 2011 | 1,72              |
| В доме Батиата проходят траурные церемонии. Квинт Батиат решает, что Туллий и отравил вино перед тем, как его принести в подарок Титу Батиату. В дом Батиата прибывает и Веттий с напоминанием от Туллия о заключенной сделке по продаже Ганника. Утром перед сожжением тела Тита Батиата Квинт выступает с речью перед собравшимися гостями и гладиаторами. Квинт заявляет, что все прежние решения отменяются и никого из гладиаторов на рудники не отправят. Квинт поджигает погребальный костёр, а параллельно с этим начинается схватка гладиаторов в честь Тита Батиата. Позднее Ганник приходит к Квинту Батиату и просит того о выполнении договора о продажи Ганника Туллию, рассказывая о намерении убить Туллия. Батиат обещает подумать. Квинт рассказывает Лукреции и Солонию о просьбе Ганника продать его Туллию и намерении убить того. Солоний советует всё проверить и высказывает предположение о непричастности Туллия к отравлению Тита. Батиат в запале высказывает Солонию много обидных слов и сразу извиняется за них. Лукреция делает Наэвию своей личной рабыней вместо погибшей Милиты. Солоний спешит сообщить Туллию о поручении Квинта по продаже Ганника сирийскому работорговцу и рассказывает о намеченной встрече. На назначенную встречу приходят Туллий, Веттий и Солоний. Встреча оказывается ловушкой, устроенной Батиатом. Люди Батиата нападают на Туллия и его свиту и выигрывают схватку. Солоний убеждает Веттия сказать всем о срочном отъезде Туллия заграницу. Лукреция вновь зовёт к себе Крикса. Квинт Батиат со своими людьми убивает Туллия и замуровывает его труп в стену строящейся арены. Веттий, как и планировалось, сообщает всем о неожиданном отъезде Туллия, а также о своём отъезде в Антиохию и передаче всех своих гладиаторов в дар Солонию в нарушение предшествующему договору между Солонием и Батиатом. Отношения между ними портятся окончательно. Перед началом торжеств по случаю открытия новой арены Секст объявляет о казни пойманных рабов, одной из которых является Диона. В индивидуальных боях воины Батиата берут верх над гладиаторами Солония. Перед началом главного боя между бойцами Батиата и Солония Крикс говорит Ганнику о своём намерении напасть на него. В финальном поединке бойцы должны биться каждый сам за себя в огненном круге. Каждый кто выпадет за него лишается возможности продолжить бой. В разгар схватки бойцы Батиата начинают биться между собой, не добив при этом бойцов Солония. В схватке с Дагоном Ашур бросает в лицо тому песок и убивает его. Гней оказывается выбитым за огненный круг. Ашур видя бьющегося Ганника с огромным бойцом Солония предлагает Криксу подло убить Ганника, но при попытке Ашура бросить копьё в спину Ганнику Крикс наносит удар по ноге Ашуру, тем самым мешая броску, а затем выкидывает Ашура из круга. Крикс вмешивается в схватку Ганника, нападая на его противника. Боец Солония ранит Крикса, но его спасает Ганник, выкинув при этом из круга. В круге остаются лишь Ганник и боец Солония. В жестокой схватке Ганник одерживает верх. Толпа ликует. Солоний подсказывает Сексту даровать свободу Ганнику, что тот и делает. На следующий день, видя прощающегося с гладиаторами Ганника, Лукреция советует мужу обратить внимание на Крикса. Перед уходом Ганник дарит Криксу свой амулет. Батиат говорит о своём нежелании слышать более о Ганнике, Туллии и Веттии. Последние секунды показывают умирающих Батиата и Лукрецию, слышащих слова Спартака. |                                         |                |                                |                 |                   |